# Hordeum stenostachys
Hordeum stenostachys är en gräsart som beskrevs av Dominique Alexandre Godron. Hordeum stenostachys ingår i släktet kornsläktet, och familjen gräs. Inga underarter finns listade i Catalogue of Life.